# Le Pantin (film)
Pour plus de détails, voir Fiche technique et Distribution.
Le Pantin est un thriller dramatique français réalisé par Mallory Grolleau, sorti en salles le 14 septembre 2016 et en VOD le 23 mars 2018.
La websérie Filmer À Tout Prix raconte la genèse de ce film hors-norme et interroge la question du cinéma guérilla.

## Synopsis
Esteban quitte l’Algérie et traverse la France pour aller en Angleterre. Franchissant la Manche, ses passeurs le jettent à l’eau. Par miracle, il échappe à la noyade et est recueilli par Raphaëlle. 
L’hospitalité se fait enfermement. Dans un jeu de miroir, elle se masculinise tandis qu’il se travestit jusqu’à devenir son objet sexuel. Leur couple s’installe dans un équilibre déviant. La jalousie de Joseph, figure de père adoptif de Raphaëlle, les mène alors sur des pans de plus en plus abrupts.

## Fiche technique
- Titre : Le Pantin
- Réalisation : Mallory Grolleau
- Scénario : Mallory Grolleau
- Photographie : Wesley Mrozinski
- Décors : Sébastien Mahé
- Maquillage : Flore Chandès
- Costumes : Marion Rebmann
- Son : Mathias Léone, Frédéric Dabo, Frédéric Théry
- Musique : Elakim, Hexperos, MyConcubine, FiFi Gouin, Ruben et Hubert-Félix Thiéfaine
- Montage : Mallory Grolleau
- Producteurs : Alice Gueguen, Serge Zeitoun, Claire Mazeau-Karoum, Tewfik Raïs
- Production : Animals Production, Liaison Cinématographique, Une Chambre à Soi Productions
- Distribution : Quizas Films (France), Zeno Pictures (Benelux)
- Pays d'origine :  France
- Durée : 84 minutes
- Genre : thriller dramatique
- Dates de sortie :
  -  France : 14 septembre 2016

## Distribution
- Philippe Gouin : Esteban
- Aurore Laloy : Raphaëlle
- Daniel Berlioux : Joseph
- Maxime Peyron : Jérôme
- Fatma Mouthana : Beya
- Emni Blakcori : Alexandre
- Laura Lago : Laura
- Marie-Laure Malric : une scientifique
- Mata Gabin : une douanière
- Néva Kéhouane : une prostituée
- Jérôme Lenôtre : un visiteur
- Dorothée Martinet : une visiteuse
- Simon Dubreucq : un échangiste
- Nicolas Nagau : un policier
- Philippe Bourdil : un policier

## Distinctions
- Newcastle International Film Festival (Newcastle, Angleterre)
- The Overkill Festival (Enschede, Hollande)
- The Quay Film Festival (Sudbury, Angleterre)
- Erotic & Bizarre Art Film Festival (Barcelone, Espagne)
- BUT Film Festival (Breda, Hollande)